# William Inge (anglicaans priester, 1860)
William Ralph Inge KCVO FBA (Crayke, Yorkshire 6 juni 1860 - Wallingford, Oxfordshire 26 februari 1954)pp. 4, 265 was een Engels schrijver, anglicaans priester, filosoof (neoplatonist) en hoogleraar in de Godgeleerdheid aan de Universiteit van Cambridge. Hij was van 1911 tot 1934 deken (Dean) van St Paul's Cathedral (Londen). Hij stond bij het grote publiek bekend als Dean Inge en had als bijnaam The Gloomy Dean, vanwege zijn pessimisme (gloomy = somber).p. 149 Zijn opvattingen en standpunten waren vaak zeer controversieel. Hij was driemaal genomineerd voor de Nobelprijs voor Literatuur (1922, 1923 en 1929)

## Biografie
Hij werd geboren in Crayke, Yorkshire op 6 juni 1860pp. 4-5 als zoon van William Inge (1829-1903) een anglicaans priester en onderwijzer die tevens een uitstekend cricketspeler was geweest.p. 5 Hij was het oudste kind en ontving tot zijn veertiende jaar thuisonderwijs om vervolgens onderwijs te ontvangen aan Eton College.pp. 14vv In 1879 werd hij toegelaten tot King's College (Cambridge).p. 22 Hij excelleerde in het Grieks en Latijn.pp. 22, 25 Zijn voorliefde ging uit naar de klassieke filosofie en klassieke literatuur. In 1883 verwierf hij zijn Bachelor of Arts-diploma en in 1886 zijn Master of Arts-diploma.p. 29 Vanaf 1888 was hij als docent verbonden aan Hertford College (Oxford) en in hetzelfde jaar werd hij tot diaken gewijd. In 1892 vond zijn priesterwijding plaats. Van 1907 tot 1911 was hij hoogleraar in de theologie. In 1910 behaalde hij de doctorstitel in de godgeleerdheid (D.D.).p. 92
Inge werd in 1911 "Dean Inge" toen hij werd benoemd tot deken van St Paul's Cathedral (Londen). Hij bleef tot 1934 als deken verbonden aan de beroemde kathedraal. Hij trok zich in 1934 uit het kerkelijke leven terug en wijdde zich sindsdien meer dan ooit aan het schrijven van boeken, columns - hij was tot 1946 vaste columnist voor The Evening Standard - en radiotoespraken. Hij overleed op 26 februari 1954 te Wallingford, Oxfordshire.p. 265 en zijn uitvaart vond plaats op 6 maart van dat jaar in de St. Paul's Cathedral, Londen.p. 265

## Opvattingen

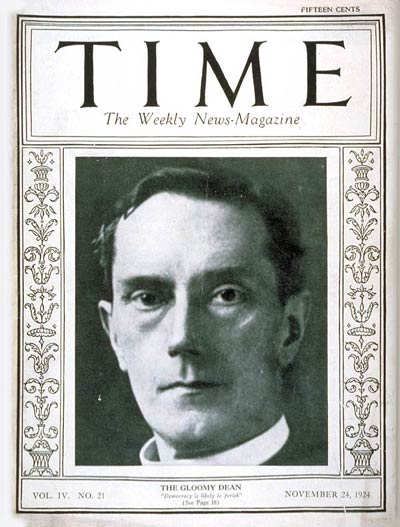
Dean Inge op de voorpagina van TIME Magazine (november 1924)

Dean Inge behoorde tot de modernistische vleugel van de Kerk van Engeland en was lid van de Modern Churchmen's Union, de organisatie van liberale anglicanen. Van 1924 tot 1934 was hij voorzitter van MCU. Zijn theologische opvattingen waren liberaalpp. 83, 186 maar ook wel merkwaardig. Hij was een Christelijk mysticus en zag het als zijn taak het neoplatonisme te verzoenen met het christelijk denken. In 1899 publiceerde hij Christian Mysticism en in 1918 zijn Philosophy of Plotinus. Hij gold als een expert op het gebied van de mystieke traditie binnen het christendom en als een groot kenner van de neoplatoonse filosoof Plotinus. Hij legde de Heilige Schrift consequent uit in het licht van de neoplatoonse filosofie. Inge had een grondige afkeer van het Rooms-katholicisme Hij was door en door pessimistisch en zijn columns in The Evening Standard - die veel werden gelezen - waren vaak zwartgallig. Hij stond kritisch tegenover de democratie: enerzijds was hij van mening dat de democratie van alle slechte politiek systemen het minst slecht was, anderzijds was zijn vertrouwen in de mensheid (vooral in het gewone volk) bijzonder laag. Zijn verdict m.b.t. democratie: "Democracy is only an experiment in government, and it has the obvious disadvantage of merely counting votes instead of weighing them". Inge had weinig op met het socialisme en gold ook niet als bijzonder sociaal bewogenp. 83, tegelijkertijd waarschuwde hij ook tegen het verwerven van rijkdommen in dit aardse leven, hetgeen in strijd was met zijn ascetisme. Hij verdedigde aanvankelijk het nationaalsocialisme in Duitsland en liet zich kritisch uit over joden, maar verwierp antisemitisme en was een pleitbezorger van de Appeasementpolitiek van de Britse regering.
Inge was een bekend pleitbezorger van eugenetica en naaktrecreatie Hij was een dierenvriend, sterk gekant tegen de gedachte dat een dier een product zou zijn, overgeleverd aan de grillen van de mensen. In Lay Thought Of A Dean (1926), in het essay "The Rights of Animals", pag. 198 schrijft hij "Dat mochten zij (de dieren) in staat zijn zich een godsdienst te vormen ... zij er allen vanuit zouden gaan dat de duivel zou gelijken op een grote witte man." Hij schrijft dat mensen zo kwalijk zijn, dat zij er zich zelfs een behagen in scheppen om dieren te pijnigen. Hij was echter een tegenstander van een vegetarisch dieet, dat volgens hem te eenzijdig zou zijn, bovendien valt het eten van vlees binnen het natuurrecht. Jagen vond hij barbaars. Strenge wetgeving om dierenleed te voorkomen is dan ook bittere noodzaak omdat het kwellen van een dier een misdaad is in de ogen van God.
Dean Inge was medeoprichter van de British Voluntary Euthanasia Society.

## Persoonlijk
Hij was getrouwd met Mary Catharine Spooner (†1949) en het echtpaar had drie kinderen. Hun dochter, Pauline, overleed in 1923 op 11-jarige leeftijd aan diabetes type 1. Hun jongste zoon, Richard, stierf in 1941 tijdens een RAF-trainingsvlucht.

## Onderscheidingen
- Commander of the Royal Victorian Order CVO (1918)
- Knight Commander of the Royal Victorian Order KCVO (1930)
- Verschillende eredoctoraten

## Werken (selectie)
- Christian Mysticism (1899)
- Studies of English Mystics (1905)
- Truth and Falsehood in Religion (1906)
- Faith (1909)
- The Philosophy of Plotinus (1918)
- Outspoken Essays (1919, 1922)
- The Idea of Progress (1920)
- Lay Thoughts of a Dean (1926, 1931)
- Lay Thoughts of a Dean (1932)
- A Rustic Moralist (1937)
- The End of an Age and Other Essays (1948)
- Diary of a Dean (1949)